# Berlancourt (Oise)
Berlancourt is een gemeente in het Franse departement Oise (regio Hauts-de-France) en telt 301 inwoners (2004). De plaats maakt deel uit van het arrondissement Compiègne.

## Geografie
De oppervlakte van Berlancourt bedraagt 7,2 km², de bevolkingsdichtheid is 41,8 inwoners per km².
De onderstaande kaart toont de ligging van Berlancourt (Oise) met de belangrijkste infrastructuur en aangrenzende gemeenten.

## Demografie
Onderstaande figuur toont het verloop van het inwonertal (bron: INSEE-tellingen).